# Adoxotoma
Adoxotoma  (лат.) — род аранеоморфных пауков из подсемейства Amycinae в семействе пауков-скакунов (Salticidae). Представители рода распространены в Австралии и на островах Новой Зеландии.

## Виды
- Adoxotoma bargo Zabka, 2001 — Новый Южный Уэльс
- Adoxotoma chionopogon Simon, 1909 — Западная Австралия
- Adoxotoma forsteri Zabka, 2004 — Новая Зеландия
- Adoxotoma hannae Zabka, 2001 — Новый Южный Уэльс
- Adoxotoma justyniae Zabka, 2001 — Новый Южный Уэльс
- Adoxotoma nigroolivacea Simon, 1909 — Западная Австралия typus